# Angela D'Onghia
Angela D'Onghia (Bari, 26 gennaio 1962) è un'imprenditrice e politica italiana.
È presidente della Nocese Manifatture Srl, società che opera nel settore dell'abbigliamento.

## Biografia
Nata a Bari, vive a Noci.

### Attività imprenditoriale
Entrata da giovane nell'azienda fondata dalla madre negli anni '50, la Nocese Manifattura, a soli 25 anni assume la carica di amministratore unico dell'azienda e nel 1988 costituisce la Nocese Manifatture Srl. Dopo aver ricoperto le cariche di consigliere e di amministratore delegato, nel 2006 ne diviene presidente. È proprietaria del marchio Harry e Sons.
Nel 1992 le viene assegnato il Premio Antigone per il ruolo di protagonista nello sviluppo imprenditoriale femminile e nel 1997 il Premio Noci, assegnato a uomini e donne che si siano distinti per l'attività di valorizzazione del territorio. 
A marzo 2011 ha ricevuto il premio Unione cristiana imprenditori dirigenti per l'impegno profuso come imprenditrice pugliese nella diffusione di valori finalizzati al bene comune. 
Dal 2011 è presidente della Sezione Moda di Confindustria Bari e Barletta-Andria-Trani

### Attività politica
Alle elezioni politiche del 2013 è candidata al Senato della Repubblica, in regione Puglia, come capolista di Scelta Civica per l'Italia, venendo eletta senatrice della XVII Legislatura.
Il 26 novembre 2013 abbandona Scelta Civica e aderisce al neonato movimento politico di Mario Mauro Popolari per l'Italia, passando al gruppo parlamentare centrista Per l'Italia.
Il 28 febbraio 2014 viene nominata dal Consiglio dei Ministri Sottosegretario di stato al Ministero dell'Istruzione dell'Università e della Ricerca nel governo Renzi. Tra le deleghe assegnatele vi sono in particolare quella sull'alternanza scuola-lavoro e quella sulla promozione della cultura scientifica.
Il 18 dicembre 2014, contestualmente allo scioglimento del gruppo Per l'Italia, aderisce al gruppo parlamentare di centro-destra "Grandi Autonomie e Libertà-Unione dei Democratici Cristiani e dei Democratici di Centro".
Il 3 giugno 2015 abbandona il suo partito, vista la scelta del leader Mario Mauro di passare all'opposizione; rimane tuttavia nel gruppo parlamentare "GAL-UDC", restando nella maggioranza di governo.
Il 29 dicembre 2016 viene confermata Sottosegretario nel nuovo governo Gentiloni, tuttavia un anno dopo, nel dicembre 2017, rassegna le proprie dimissioni in polemica con la mancata Riforma AFAM delle Istituzioni scolastiche.